# Papuagrion
Papuagrion – rodzaj ważek z rodziny łątkowatych (Coenagrionidae).

## Podział systematyczny
Do rodzaju należą następujące gatunki:

- Papuagrion auriculatum Lieftinck, 1937
- Papuagrion carcharodon Michalski & Oppel, 2007
- Papuagrion chrysosoma Orr & Richards, 2016
- Papuagrion corruptum Lieftinck, 1938
- Papuagrion degeneratum Lieftinck, 1937
- Papuagrion digitiferum Lieftinck, 1949
- Papuagrion ekari Lieftinck, 1949
- Papuagrion flavipedum Lieftinck, 1949
- Papuagrion flavithorax (Selys, 1878)
- Papuagrion forceps Theischinger, Toko & Richards, 2021
- Papuagrion fraterculum Lieftinck, 1937
- Papuagrion insulare Lieftinck, 1949
- Papuagrion laminatum Lieftinck, 1937
- Papuagrion magnanimum (Selys, 1876)
- Papuagrion marijanmatoki Orr & Richards, 2016
- Papuagrion marirobi Orr & Kalkman, 2016
- Papuagrion nigripedum Theischinger & Richards, 2006
- Papuagrion occipitale (Selys, 1877)
- Papuagrion oppositum Lieftinck, 1949
- Papuagrion pandanicolum Lieftinck, 1949
- Papuagrion parameles Lieftinck, 1949
- Papuagrion pesechem Lieftinck, 1949
- Papuagrion prothoracale Lieftinck, 1935
- Papuagrion rectangulare Lieftinck, 1937
- Papuagrion reductum Ris, 1913
- Papuagrion rufipedum Lieftinck, 1937
- Papuagrion spinicaudum Lieftinck, 1937
- Papuagrion stellimontanum Orr & Kalkman, 2016
- Papuagrion tydecksjuerging Orr & Kalkman, 2016